# Кисин, Виктор Борисович
Виктор Борисович Кисин (1933—1997) — советский и украинский режиссёр телевидения, сценарист, педагог, профессор (1995).  Кандидат искусствоведения (1981). Заслуженный деятель искусств Украины (1993).
Вместе с Вадимом Чубасовым основал первую в Советском Союзе кафедру телережиссуры в Киевском государственном институте театрального искусства им. И. К. Карпенко-Карого (ныне — Киевский национальный университет театра, кино и телевидения им. И. К. Карпенко-Карого). После этого Виктор Кисин основал такую же кафедру и в Киевском государственном институте культуры им. Корнейчука (ныне — Киевский национальный университет культуры и искусств).

## Биография
Педагог, профессор Киевского института театральных искусств им. И. К. Карпенко-Карого. Учитель и наставник многих украинских режиссёров, актёров. Теоретик режиссуры, автор книг «Режиссура как искусство и профессия», «Жизнь. Актёр. Образ». За свою жизнь Кисин отснял 20 фильмов, в некоторых был и сценаристом.
В пять с половиной лет поставил первую свою постановку со своими актёрами в Киеве, на улице Саксаганского на ступеньках у входа в аптеку.
В 1954 году играл Василия Ланового в фильме "Аттестат зрелости" Татьяны Лукашевич. После этого становится актёром и режиссёром. Учителями Виктора Борисовича были  Мария Осиповна Кнебель (2 года) и М. Верхацкий. В конце 50-х, в начале 60-х Кисин ставил очень интересные спектакли. За легендой, уникальные на то время в нашей театральной культуре. В Симферополе поставил Эмилию Галотти, где в спектакле нашёл особый сценографический способ воспроизведения как будто двойного бытия героев. Сначала он хотел, чтобы они ходили по зеркалам как по полу, но это было технически невозможно. Молодые театралы использовали вместо зеркал более лояльный материал, но всё равно в каждой мизансцене перед нами были два уровня человеческого бытия.
После этого он начинает работать на украинском телевидении. В телевидение пришёл человек, который знал всё о зрелище. Хоть было и трудно, но Кисин и его друзья работали над аутентичным украинским телевидением.
Говорят, что у Кисина было абсолютное чувство любого зрелища, бытового или кинематографического, театрального или телевизионного.
После этого он пошёл в педагогику. Виктор Борисович учил своих студентов аутентичности. Когда ты что-то воспроизводишь, то это должно быть правдой. Художественной, общественной, политической, человеческой, эротично-сексуальной. Это должна быть правда звуковая, правда оператора. Украинское телевидение училось говорить правду у Кисина.
Как же много вранья показывало, показывает и будет показывать телевидение. Но в то же время это, наверное, один из самых мощных инструментов самого пребывания человека в историческом времени, в человеческой культуре как таковой. Виктор Борисович, фактически, одним из первых(возможно первым) понял про это, потому что именно он первым основал "телеобразование". Он понял что в этом направлении должна быть особая педагогика. Он начал работать в этом направлении в начале 1970-х годов и, фактически, работал до последних минут своей жизни. Даже когда пребывая в больнице на последней из своих процедур, он сказал медсестрам - "Ой, девочки, как поправлюсь, обязательно научу вас работать на телевидении".
Таким образом, именно поэтому в Киевском национальном университете театра, кино и телевидения имени И. К. Карпенко-Карого появилось это "телеобразование".

## Семья
Жена — Светлана Ивановна Степаненко (продюсер, сценарист, редактор, общественный деятель, член Национального союза кинематографистов Украины).
Сын  — Андрей Степаненко

## Фильмография
1. 1966 — Фауст и смерть (т/ф)
2. 1974 — Весенний день тридцатое апреля (ориг. "Весняний день 30-е квітня")
3. 1982 — Пусть он выступит…
4. 1983 — Последний довод королей
5. 1987 — Браво, бравушки!
6. 1988 — Без сенсаций
7. 1991 — Шаманы Дархадской земли
8. 1994 — Таинства Киево-Печерской Лавры
9. 1995 — На поле крови
10. Звезды над горизонтом (ориг. "Зорі над обрієм")

Как актёр
1. 1954 — Аттестат зрелости
2. 1974 — Иль мимо пролетит она